# Golluboc
Golluboc / Golubovac (cyr. Голубовац) – wieś w Kosowie, w regionie Prizren, w gminie Malishevë/Mališevo. W 2011 roku liczyła 551 mieszkańców. 